# Ragdoll Productions
Ragdoll Productions är ett brittiskt TV-produktionsbolag från Stratford-upon-Avon, Warwickshire, som producerar barnprogram. Företaget bildades 1984 av Anne Wood. Program som producerats av bolaget är bland annat Teletubbies, Rosie and Jim, Brum, Boohbah, Tots TV, In the Night Garden..., Pob's Programme, The Adventures of Abney & Teal och Twirlywoos.